# 1999 VH6
1999 VH6 är en asteroid i huvudbältet som upptäcktes den 5 november 1999 av den japanska astronomen Takao Kobayashi vid Ōizumi-observatoriet.
Asteroiden har en diameter på ungefär 10 kilometer.